# Dia de la Comunitat de Madrid

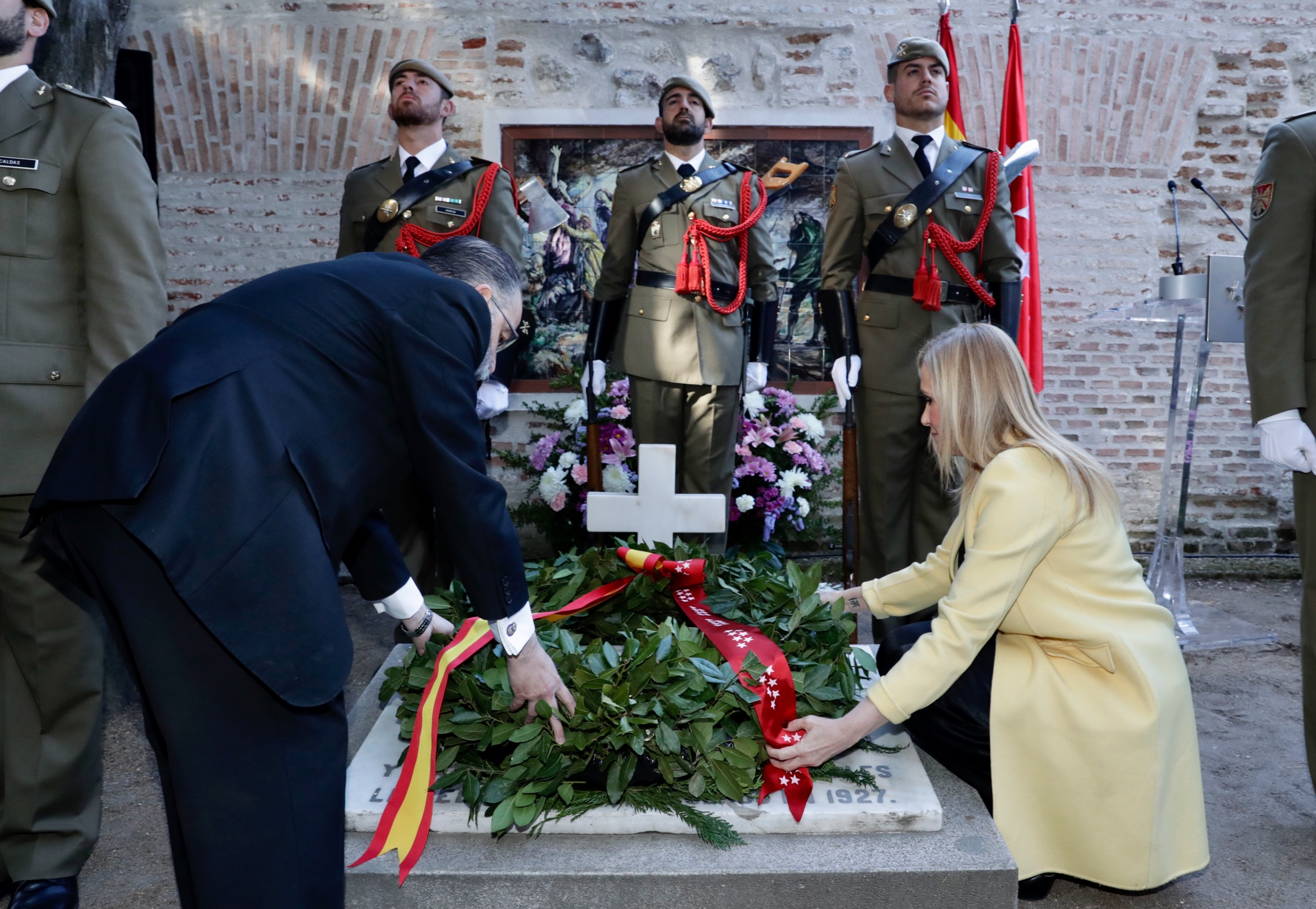
Ofrena floral als Herois del 2 de Maig al cementiri de La Florida.

El 2 de maig de cada any se celebra el Dia de la Comunitat de Madrid, la festa regional d'aquesta comunitat autònoma d'Espanya. Amb ella, es commemora l'aixecament del 2 de maig de 1808, en el qual el poble madrileny es va aixecar en armes per rebel·lar-se contra l'ocupació francesa
de Madrid i per expulsar a aquest exèrcit, el qual estava prenent gran part de la península Ibèrica.
Aquest esdeveniment, va ser el primer de la Guerra de la Independència Espanyola.
A les festes de 2008 aixecament del 2 de maig, es van celebrar diverses activitats culturals a la capital, una ofrena floral als herois del 2 de maig de 1808 en el Cementiri de la Florida, una desfilada en la Porta del Sol amb la col·locació d'una corona de flors a les plaques d'agraïment als quals van lluitar el 2 de maig de 1808 així com als ciutadans que van ajudar a les víctimes de l'atemptat de l'11 de març de 2004, i una cerimònia de lliurament de premis a la Seu de la Presidència de la Comunitat de Madrid. El 1908 també es van celebrar actes especials presidits pel rei Alfonso XIII a causa del centenari de l'aixecament.